# شخص حقوقی
شخص حقوقی، ساختاری حقوقی است که به گروه‌هایی از اشخاص حقیقی (مانند مؤسسه‌ها، شرکت‌ها، سازمان‌های دولتی، غیردولتی یا سازمان‌های بین‌المللی) اجازه میدهد تا از لحاظ قانونی (دعاوی، مالکیت اموال، قراردادها و غیره) به گونه‌ای عمل کنند که گویی یک شخص واحد هستند. یک شخصیت حقوقی دارای وظایف و حقوقی است که در قوانین معین شده است.
شخص حقوقی به ماهیت وجودی اعتباری گفته می‌شود که انسان نیست اما مستقلاً طرف حق یا تعهد واقع شود. شخص حقوقی به شرکت‌ها و نهادها و مؤسساتی گفته می‌شود تا مستقلاً دارای حقوق و تکالیفی شوند و محدودیت‌ها و تشریفاتی برای آن‌ها درنظر گرفته شود تا در فرجام، مصلحت اشخاص حقیقی بهره برنده از این شخص حقوقی، مراعات گردد. پس وجود شخص حقوقی و شخصیت آن، به اعتباری است که ناشی از دیدگاه‌های فلسفی حقوقی می‌باشد.

## ویژگی‌های شخص حقوقی

### اعتباری بودن وجود شخصیت حقوقی
منظور از اعتباری بودن وجود شخص حقوقی این است که هنجارها و باورکردها و در فرجام قوانین میان اشخاص حقیقی یا طبیعی است که چنین فرض کرده که شخص حقوقی با رعایت ضوابطی، فرض شود که وجود دارد. برای نمونه، وقتی قانونگذاری می‌شود که یک شرکت تجارتی، موجود فرض شود، واقعیت آن است که این شرکت، چیزی جز منافع هر یک از اعضا و مرامهایی که اجتماع هر یک از اعضا به آن ملتزم شده‌اند نیست. ممکن است بر مبنای نظریهٔ گشتالت، این‌گونه استدلال شود که کل، چیزی بیش از اجزای تشکیل دهندهٔ آن است؛ ولی این نظریه که یک دیدگاه آلمانی است، این واقعیت را فراموش کرده که هنجار حاکم بر اعضای یک کل که علت اصلی کلیت مجموعهٔ این اعضا هم هست، همچنین در کنار هر یک از اعضای ظاهری، عضوی از یک کل است. برای اثبات، مثالی آورده می‌شود:
شرکت تضامنی یک شرکت تجارتی است که قانون به آن شخصیت حقوقی داده اگرچه اصلاً در عالم واقع، چیزی به جز اجزای شرکت نیست. ببینیم اجزای شرکت تضامنی چیستند: سهم هر یک از شرکا از منافع شرکت، مسوولیت نسبی هر یک از اعضای شریک در شرکت تضامنی در مقابل یکدیگر، مسوولیت تضامنی هر یک از شرکا در مقابل طلبکاران شرکت در صورتی که دارایی شرکت، کفایت پرداخت دیون را نکند، لزوم ثبت و رعایت برخی تشریفات. آیا شرکت تضامنی چیزی به غیر از آنچه مثال زدیم هست؟!
پس بشر یک چیز را اعتباراً موجود فرض می‌کند تا ساده‌تر بتواند راجع به آن، به وضع مقررات بپردازد و ساده‌تر بتواند اجزای تشکیل دهندهٔ این وجود اعتباری را تحت تأثیر قرار دهد. مانند این که در قرآن چنین آیه‌ای هست که اگر خدایی به جز خداوند یکتا بود، یکدیگر را به فساد و تباهی می‌کشاندند. یعنی برای اثبات توحید، در مقام شرط، فرض محال را محال قلمداد نکرده و تا حصول نتیجهٔ شرط که عدم امکان موجودیت خدایی دیگر است، آن خدای محالی و غیرممکن را ممکن فرض کرده است.

### نادرستی انتساب اوضاع حقوقی تولد و مرگ براشخاص حقوقی
درست است که شخص حقوقی نیز در یک روزی به وجود می‌آید و در روزی هم به پایان می‌رسد، ولی گفتن اصطلاح تولد یا مرگ به این قبیل اشخاص، به دور از معنا است. برای اشخاص حقوقی، به جای تولد، روز تأسیس و به جای مرگ، انحلال به کار می‌رود؛ زیرا تولد به معنای به وجود آمدن از راه زاییده شدن است هرچند مجازاً به هر پیدایشی گفته شود.

### ناشایستگی شخص حقوقی در بهره‌مندی ازحقوق طبیعی
شخص حقوقی به فراخور وجود اعتباریش و نداشتن شرایط بهره‌مندی از برخی از حقوق نمی‌تواند بهره‌مند باشد. حقوقی چون حق پدر-فرزندی و حق ازدواج و حق حضانت از این زمره می‌باشند.

### انحصار ارتکاب جرم بهاشخاص حقیقی
خیلی از نوگرایان، بر این باور هستند که شخص حقوقی نیز می‌تواند مرتکب جرم شود. اینان حتی چنین مثال می‌آورند که یک شرکت مطبوعاتی می‌تواند به شخص یا شرکتی توهین کند پس مرتکب جرم شده است. درست این است که شخص حقوقی اصلاً توان ارتکاب جرم را ندارد. حتی با بدترین مرامهایی که در اساسنامه اش باشد، در فرجام این شخص حقیقی است که به نمایندگی از شخص حقوقی در ارتکاب جرم، مباشرت می‌کند.
برای عدم امکان مباشرت شخص حقوقی در ارتکاب جرم، چنین استدلال می‌شود:
- هدف از جرم انگاری، کیفردهی است.
- جرمی که قابلیت کیفردهی را داشته باشد، نیازمند سه عنصر زیر است:
  - الف- عنصر مادی
  - ب- عنصر معنوی
  - ج- عنصر قانونی
- عنصر معنوی، نیازمند دارا بودن اراده است.
- شخص حقوقی به خودی خود و بی‌نیاز از نمایندهٔ خود، اراده‌ای ندارد.
- نسبت به شخص حقوقی یک عنصر، امکان تحقق ندارد.

«پس شخص حقوقی نمی‌تواند مستقلاً مجرم باشد.»
در پاسخ به این پرسش که محدود کردن شخص حقوقی آیا نوعی کیفردهی است یا نه و این که آیا نباید به واسطهٔ مرامی بد از یک شخص حقوقی، آن را بتوان کیفر داد، باید گفت که در هر حال، حریم حقوق کیفری اگر بخواهد با واقعیات همسو باشد، ناگزیر از قبول استدلال فوق در خصوص عدم امکان ارتکاب جرم از سوی اشخاص حقوقی است.
با این همه، بیشتر نظام‌های حقوقی، مجازات شخص حقوقی را درست پنداشته‌اند و حتی مجازات حبس را نیز جهت اجرا، برای همسانسازی با طبیعت و اقتضای حال شخص حقوقی، تبدیل به تعطیلی موقت کرده‌اند و مجازات اعدام را نیز با حکم به انحلال، جایگزین کرده‌اند و در برخی موارد، شخص حقوقی را محکوم به پرداخت جزای نقدی نیز می‌کنند.

## آغاز و پایان اعتبار شخص حقوقی
در هر نظام حقوقی، بازهٔ زمانی اعتبار شخص حقوقی می‌تواند متفاوت باشد. نسبت به اشخاص حقیقی، در این که شخصیت آن‌ها از زمان به دنیا آمدن آغاز می‌گردد یا از زمان انعقاد جنین، اختلاف نظر می‌تواند وجود داشته باشد. نظام حقوقی ایران، شخص حقیقی را از زمان انعقاد نطفهٔ جنین به رسمیت می‌شناسد، مشروط بر این که زنده به دنیا آید حتی اگر توان زیستن را نداشته باشد و فوراً پس از به دنیا آمدن، بمیرد. نسبت به اشخاص حقوقی، آغاز زمان اعتبار می‌تواند معلق بر انجام تشریفاتی خاص از قبیل ثبت شخصیت و غیره باشد. برای نمونه، نهادهای غیر تجارتی، پس از ثبت، موجود، اعتبار می‌شوند ولی برخی از شرکت‌های تجارتی به مجرد تعیین هیئت مدیره و بازرسان و یک سری تشریفات، موجود قلمداد می‌شوند.

## مقایسه شخص حقوقی با شخص حقیقی
- شخص حقیقی به هر یک از افراد انسانی گفته می‌شود که دارای حقوق و مسئولیت‌های مشخصی در جامعه می‌باشد. شخص حقوقی به یک نهاد، مؤسسه، شرکت یا سازمان گفته می‌شود که برای آن نیز حقوق و مسئولیت‌های قانونی لحاظ گردیده است.
- مجازات‌هایی که برای شخص حقیقی در نظر می‌گیرند، عیناً دربارهٔ شخص حقوقی قابل اجرا نیست؛ شخص حقیقی را می‌توان محکوم به حبس و در موارد اشد مجازات بسته به جرم ارتکابی به اعدام محکوم ساخت. این مسئله دربارهٔ شخص حقوقی به صورت جریمه یا انحلال نمود پیدا می‌کند. معادل حبس برای شخص حقوقی توقیف و تعطیل فعالیت‌های آن است
- شخص حقیقی تنها می‌تواند از حقوق طبیعی مانند حق ازدواج بهره‌مند شود ولی شخص حقوقی، نمی‌تواند.

## شخص حقوقی و اقسام آن در ایران
به‌موجب قانون اساسی جمهوری اسلامی ایران و سایر قوانین کشور، شخص حقوقی بر سه گونه است: دولتی، عمومی و خصوصی.

### بخش دولتی
دولت
شامل سه دستهٔ زیر است:
1. وزارتخانه: تعداد آن‌ها ۲۰ تا است.[۸]
2. مؤسسه دولتی: اسامی آن‌ها زیاد است و در بودجه کشور می‌آید.
3. شرکت دولتی: اسامی آن‌ها زیاد است و در بودجه کشور می‌آید از جمله بانک‌ها و شرکت‌های بیمه دولتی

### بخش عمومی

#### نهاد عمومی غیردولتی
شامل موارد زیر است:
1. شهرداری‌ها و شرکت‌های تابعه آنان مادام که بیش از ۵۰ درصد سهام و سرمایه آنان متعلق به شهرداری‌ها باشد.
2. بنیاد مستضعفان و جانبازان انقلاب اسلامی
3. هلال احمر
4. کمیته امداد امام خمینی
5. بنیاد شهید انقلاب اسلامی
6. بنیاد مسکن انقلاب اسلامی
7. کمیته ملی المپیک
8. بنیاد پانزده خرداد
9. سازمان تبلیغات اسلامی
10. سازمان تأمین اجتماعی
11. فدراسیون‌های ورزشی آماتوری جمهوری اسلامی ایران
12. مؤسسه‌های جهاد نصر، جهاد استقلال و جهاد توسعه زیر نظر جهاد سازندگی
13. شورای هماهنگی تبلیغات اسلامی
14. کتابخانه آیت‌الله مرعشی نجفی (قم)
15. جهاد دانشگاهی
16. بنیاد امور بیماری‌های خاص
17. سازمان دانش‌آموزی جمهوری اسلامی‌ایران
18. صندوق بیمه اجتماعی روستائیان و عشایر
19. صندوق تأمین خسارت‌های بدنی
20. سازمان تعاونی مصرف کادر نیروهای مسلح (اتکا)
21. کمیته ملی پارالمپیک ایران
22. صندوق نوآوری و شکوفایی
23. صندوق کارآفرینی امید
24. نهاد کتابخانه‌های عمومی کشور[۹]

### بخش خصوصی
شامل سه دسته است:
1. شرکت تعاونی با اقسام آن[۱۰]
2. شرکت تجاری با اقسام آن[۱۱]
  1. شرکت سهامی عام و شرکت سهامی خاص
  2. شرکت با مسئولیت محدود
  3. شرکت تضامنی
  4. شرکت مختلط
3. مؤسسه غیرتجاری[۱۲]